# Mel Hancock
Melton D. Hancock, detto Mel (Cape Fair, 14 settembre 1929 – Springfield, 6 novembre 2011), è stato un politico statunitense, membro della Camera dei Rappresentanti per lo stato del Missouri dal 1989 al 1997.

## Biografia
Nato e cresciuto nel Missouri, dopo il college Hancock si arruolò nelle riserve dell'Air Force, dove rimase fino al 1965 quando si congedò con il grado di primo tenente. Lavorò per la International Harvester e per una compagnia di assicurazioni.
Entrato in politica con il Partito Repubblicano, nel 1982 si candidò al Senato sfidando nelle primarie il senatore in carica John Danforth, che lo sconfisse. Due anni più tardi cercò l'elezione a vicegovernatore del Missouri, venendo sconfitto dalla democratica Harriett Woods.
Nel 1988 si candidò per un seggio alla Camera dei Rappresentanti e riuscì a farsi eleggere. Negli anni seguenti fu riconfermato per altri tre mandati. Nel 1996 decise di non presentarsi a nuove elezioni e lasciò il Congresso dopo otto anni di permanenza.
Morì nel 2011 all'età di ottantadue anni.